# Giovanni Battista Caccioli
Giovanni Battista Caccioli (Budrio, 28 novembre 1623 – Bologna, 25 novembre 1675) è stato un pittore italiano.

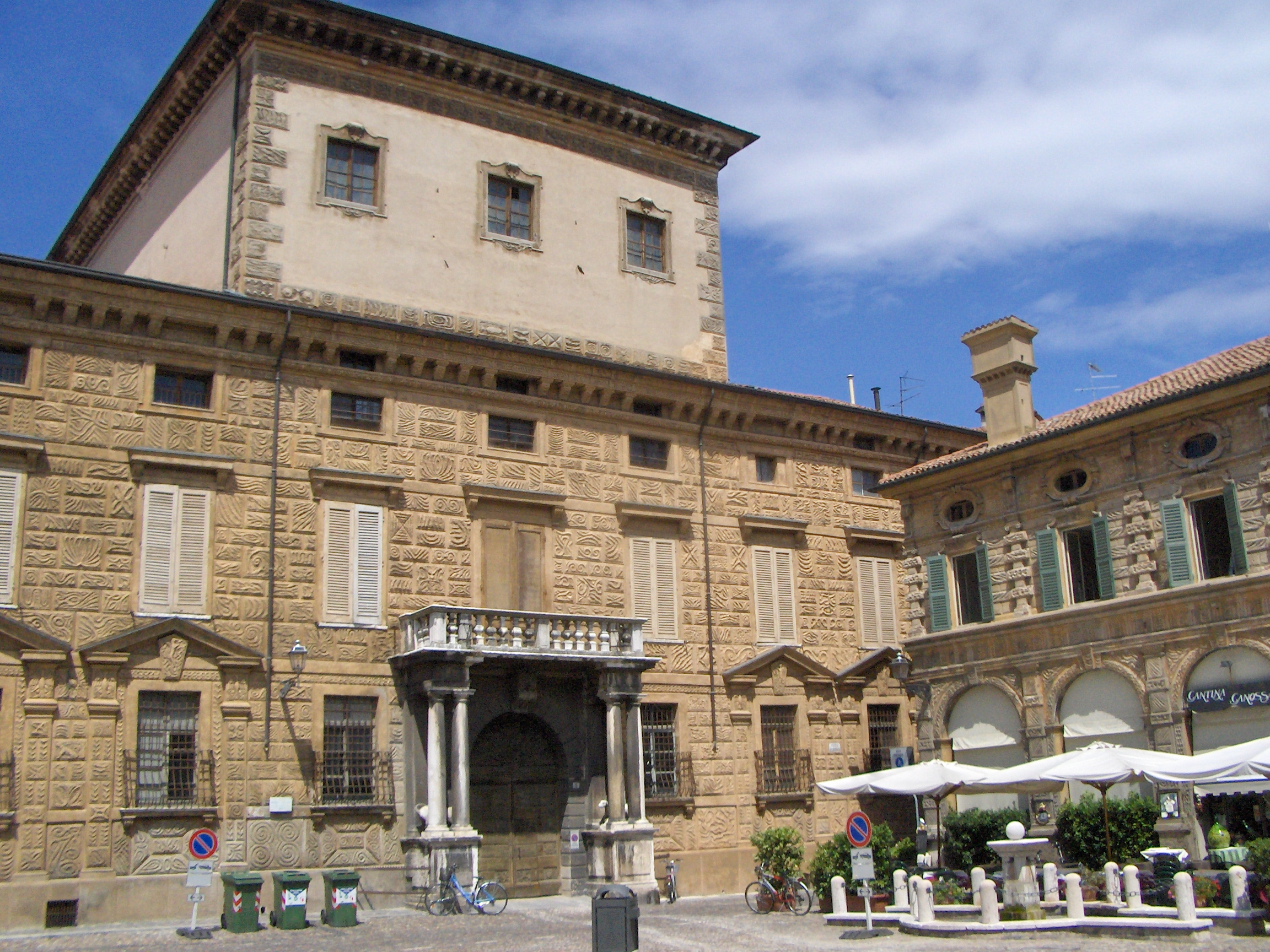
Mantova, Palazzo Canossa

Fu allievo di Domenico Maria Canuti e fu influenzato da Carlo Cignani. Lavorò principalmente a Bologna, ma anche a Budrio, Parma, Piacenza, Modena e Mantova (Palazzo Canossa). All'interno della Cappella dedicata a San Carlo Borromeo nella Basilica di Sant’Andrea di Mantova, si trova la pala del 1669 di Caccioli S. Carlo Borromeo e S Francesco d'Assisi Implorano la Madonna a favore degli oppestati.
Molte sue opere sono molto danneggiate o sono andate distrutte.
Ne elogia il talento, citando varie sue opere e facendo menzione di varie pubblicazioni che parlano di lui, il Crespi.
Suo figlio, Giuseppe Antonio Caccioli, era anch'egli pittore.